# Équipe de Belgique des moins de 15 ans de football
Maillots
L'équipe de Belgique de football des moins de 15 ans, abrégée en U15, est constituée par une sélection des meilleurs joueurs belges de 15 ans ou moins sous l'égide de la Royal Belgian Football Association (RBFA).
Il s'agit de la première et plus jeune catégorie d'âge du football international et l'équipe nationale masculine des moins de 15 ans ne dispute que des matches amicaux. Ces jeunes ne jouent pas de Championnat d’Europe ou de Coupe du Monde.

## Résultats de l'équipe de Belgique des moins de 15 ans

### Palmarès
- Tournoi scolaire du pays de Galles[1] :
  - Vainqueur : 1992
- Coupe Bora Özturk[2] :
  - Quatrième : 2001
- Tournoi triangulaire des moins de 15 ans[3] :
  - Vainqueur : 2007, 2011, 2014, 2015, 2016, 2017 et 2018
  - Deuxième : 2009, 2012 et 2013
- Tournoi des Midlands des moins de 15 ans[4] :
  - Troisième : 2008
- Tournoi International Vlatko Marković (en)
  - Finaliste : 2023

## Joueurs emblématiques

### Joueurs les plus capés et meilleurs buteurs
| #  | Joueurs                | Période   | Capes | Buts |
| -- | ---------------------- | --------- | ----- | ---- |
| 1. | David Henen            | 2010–2011 | 9     | 4    |
| 1. | Charly Musonda Jr.     | 2010–2011 | 9     | 0    |
| 1. | Alexis Scholl          | 2010–2011 | 9     | 0    |
| 4. | Yasin Aalillou         | 2014–2015 | 8     | 4    |
| 4. | Michaël Lallemand (nl) | 2008      | 8     | 1    |
| 4. | Grégory Descotte       | 2014–2015 | 8     | 1    |
| 4. | Alan Mayanga           | 2014–2015 | 8     | 1    |
| 4. | Junior Malanda         | 2009      | 8     | 0    |
| 4. | Stéfano Vandebosch     | 2010–2011 | 8     | 0    |
| 4. | Sefa İşci              | 2011      | 8     | 0    |
| 4. | Brandon Baiye          | 2014–2015 | 8     | 0    |

Note : Les joueurs en gras sont encore en activité chez les U15.
| #  | Joueurs         | Période   | Buts | Capes | Moyenne |
| -- | --------------- | --------- | ---- | ----- | ------- |
| 1. | Benito Raman    | 2009      | 6    | 7     | 0.86    |
| 2. | Zakaria Bakkali | 2011      | 5    | 6     | 0.83    |
| 3. | David Henen     | 2010–2011 | 4    | 9     | 0.44    |
| 3. | Yasin Aalillou  | 2014–2015 | 4    | 8     | 0.5     |

Note : Les joueurs en gras sont encore en activité chez les U15.

### Anciens joueurs notables
Cette liste reprend les joueurs qui sont passé par cette sélection et sont devenus par la suite internationaux A, que ce soit pour la Belgique ou toute autre nation :
| - Johan Walem - Régis Genaux - Michaël Goossens - Karel Snoeckx - Tjörven De Brul - Frédéric Herpoel - Mbo Mpenza - Nathan D'Haemers - Carl Hoefkens - Walter Baseggio |  | - Jean-François Gillet - Thomas Buffel - Thomas Chatelle - Stein Huysegems - Gill Swerts - Steven Defour - Toby Alderweireld - Jelle Vossen - Vadis Odjidja-Ofoe - Axel Witsel |  | - Eden Hazard - Paul-José M'Poku - Thomas Meunier - Hendrik Van Crombrugge - Thorgan Hazard - Koen Casteels - Thomas Kaminski - Romelu Lukaku - Yannick Carrasco - Benito Raman |  | - Dennis Praet - Jordan Lukaku - Divock Origi - Andreas Pereira - Zakaria Bakkali - Youri Tielemans - Scott Bitsindou (nl) - Wout Faes - Orel Mangala - Ibrahima Bah |  | - Warsama Hassan - David Henen - Hannes Delcroix - Sebastiaan Bornauw - Zinho Vanheusden - Marco Weymans - Loïs Openda - Mile Svilar - Arthur Theate - Jérémy Doku |  | - Johan Bakayoko - Koni De Winter - Aster Vranckx - Bilal El Khannouss - Zeno Debast - Roméo Lavia - Dylan Demuynck - Arne Engels - Malick Fofana - Cyril Ngonge |  | - Killian Sardella - Konstantínos Karétsas - Jorthy Mokio - Nicolas Raskin |

Plusieurs joueurs ont quant à eux été appelés en équipe première mais sans prendre part au jeu :
- Jens Teunckens (nl) (3 sélections)
- Maarten Vandevoordt (2 sélections)
- Hans Cornelis (1 sélection)
- Senne Lammens (1 sélection)
- Maxime Lestienne (1 sélection)
- Jorne Spileers (1 sélection)

Deux joueurs ex-U15, qui n'ont jamais été appelés chez les Diables Rouges, sont toutefois notables pour d'autres raisons :
- Remco Evenepoel, coureur cycliste, il pratique le football de ses 5 à 17 ans avant de se diriger vers le cyclisme, sport dans lequel son père Patrick Evenepoel est professionnel de 1992 à 1994.
- Junior Malanda, considéré comme l'un des plus grands espoirs du football belge et capitaine de la sélection espoirs, il meurt en 2015 à l'âge de 20 ans.

## Effectif actuel
Voici la liste des joueurs sélectionnés pour deux rencontres amicales face aux Pays-Bas et à l'Allemagne, les 5 et 10 mai.
Sélections et buts actualisés le 11 mai 2025 après la rencontre contre l'Allemagne.

### Appelés récemment
Les joueurs suivants ne font pas partie du dernier groupe appelé mais ont été retenus en équipe U15 lors des 12 derniers mois.
Les joueurs qui comportent le signe , sont blessés au moment de la dernière convocation.
Les joueurs qui comportent le signe , sont suspendus au moment de la dernière convocation.
Les joueurs qui comportent le signe , ont dépassé la limite d'âge au moment de la dernière convocation.
| Pos. | Nom                  | Date de Naissance | Sél. | Buts | Club              | Depuis | Dernier appel                    |
| ---- | -------------------- | ----------------- | ---- | ---- | ----------------- | ------ | -------------------------------- |
| AT   | Matteo Soria         | 5 février 2010    | 1    | 1    | Club Bruges Form. | 2025   | vs Pays-Bas -15 ans, 6 mars 2025 |
| DF   | Taty Kera            | 12 juin 2010      | 1    | 0    | Anderlecht Form.  | 2025   | vs Pays-Bas -15 ans, 6 mars 2025 |
| DF   | Godfried Penka       | 2 août 2010       | 1    | 0    | Club Bruges Form. | 2025   | vs Pays-Bas -15 ans, 6 mars 2025 |
| DF   | Céderick Van Duffel  | 12 mars 2010      | 1    | 0    | Club Bruges Form. | 2025   | vs Pays-Bas -15 ans, 6 mars 2025 |
| ML   | Jonah Billiet        | 20 février 2010   | 1    | 0    | Club Bruges Form. | 2025   | vs Pays-Bas -15 ans, 6 mars 2025 |
| ML   | Adjani Mujangi Bia   | 30 mai 2010       | 1    | 0    | Anderlecht Form.  | 2025   | vs Pays-Bas -15 ans, 6 mars 2025 |
| ML   | Clever Ossohou       | 8 mars 2010       | 1    | 0    | Club Bruges Form. | 2025   | vs Pays-Bas -15 ans, 6 mars 2025 |
| AT   | Dwight Ede Eriyo     | 17 février 2010   | 1    | 0    | Anderlecht Form.  | 2025   | vs Pays-Bas -15 ans, 6 mars 2025 |
| AT   | Noé Kage             | 15 janvier 2010   | 1    | 0    | Anderlecht Form.  | 2025   | vs Pays-Bas -15 ans, 6 mars 2025 |
| AT   | Samory Kone          | 28 janvier 2010   | 1    | 0    | Anderlecht Form.  | 2025   | vs Pays-Bas -15 ans, 6 mars 2025 |
| AT   | Ilhan Sahin          | 25 janvier 2010   | 1    | 0    | Club Bruges Form. | 2025   | vs Pays-Bas -15 ans, 6 mars 2025 |
| ML   | Assil Saidi          | 10 juin 2009      | 6    | 0    | KRC Genk Youth    | 2024   | vs Maroc -15 ans, 19 mai 2024    |
| AT   | Jayden Onia Seke     | 8 mai 2009        | 5    | 2    | RSCA Futures      | 2024   | vs Maroc -15 ans, 19 mai 2024    |
| DF   | Kobe Van Den Broeck  | 3 février 2009    | 5    | 1    | KRC Genk Youth    | 2024   | vs Maroc -15 ans, 19 mai 2024    |
| AT   | Yari Vanderhallen    | 20 avril 2009     | 5    | 1    | KRC Genk Youth    | 2024   | vs Maroc -15 ans, 19 mai 2024    |
| ML   | Jelle Driessen       | 19 janvier 2009   | 5    | 0    | Jong Genk         | 2024   | vs Maroc -15 ans, 19 mai 2024    |
| ML   | Elie Mbavu           | 20 octobre 2009   | 5    | 0    | Jong Genk         | 2024   | vs Maroc -15 ans, 19 mai 2024    |
| ML   | Luca Rousseaux       | 12 mai 2009       | 5    | 0    | Club Bruges Form. | 2024   | vs Maroc -15 ans, 19 mai 2024    |
| ML   | Niels Filippo        | 27 avril 2009     | 4    | 2    | Antwerp Form.     | 2024   | vs Maroc -15 ans, 19 mai 2024    |
| AT   | Al-Hassan Kamara     | 10 juin 2009      | 4    | 1    | Club Bruges Form. | 2024   | vs Maroc -15 ans, 19 mai 2024    |
| GB   | Vic Debusschere      | 15 octobre 2009   | 4    | 0    | KRC Genk Youth    | 2024   | vs Maroc -15 ans, 19 mai 2024    |
| GB   | Lowie Piselé         | 17 septembre 2009 | 4    | 0    | Antwerp Form.     | 2024   | vs Maroc -15 ans, 19 mai 2024    |
| DF   | Yanis Malamba        | 6 février 2009    | 4    | 0    | Standard Form.    | 2024   | vs Maroc -15 ans, 19 mai 2024    |
| ML   | Xavi Deraet          | 18 mai 2009       | 4    | 0    | Antwerp Form.     | 2024   | vs Maroc -15 ans, 19 mai 2024    |
| ML   | Ian-Confiance Muhire | 17 septembre 2009 | 4    | 0    | KRC Genk Youth    | 2024   | vs Maroc -15 ans, 19 mai 2024    |
| AT   | Jean Paul Bayiha     | 18 juin 2009      | 3    | 1    | Club Bruges Form. | 2024   | vs Maroc -15 ans, 19 mai 2024    |
| AT   | Gabriel Biladi       | 16 mai 2009       | 3    | 1    | Anderlecht U18    | 2024   | vs Maroc -15 ans, 19 mai 2024    |
| GB   | Mattis Seghers       | 19 janvier 2009   | 3    | 0    | Anderlecht U18    | 2024   | vs Maroc -15 ans, 19 mai 2024    |
| DF   | Saliou Dia           | 11 juillet 2009   | 3    | 0    | Anderlecht Form.  | 2024   | vs Maroc -15 ans, 19 mai 2024    |
| ML   | Ilyas Benktib        | 23 janvier 2009   | 3    | 0    | Anderlecht U18    | 2024   | vs Maroc -15 ans, 19 mai 2024    |
| ML   | Jens De Groof        | 3 février 2009    | 3    | 0    | KRC Genk Youth    | 2024   | vs Maroc -15 ans, 19 mai 2024    |
| AT   | Jippe Caes           | 23 mars 2009      | 3    | 0    | Club Bruges Form. | 2024   | vs Maroc -15 ans, 19 mai 2024    |
| AT   | Nizar Laroussi       | 6 janvier 2009    | 3    | 0    | Antwerp Form.     | 2024   | vs Maroc -15 ans, 19 mai 2024    |
| DF   | Dries Verdonck       | 18 mars 2009      | 2    | 0    | Antwerp Form.     | 2024   | vs Maroc -15 ans, 19 mai 2024    |
| ML   | Xander Dierckx       | 27 février 2009   | 2    | 0    | Antwerp Form.     | 2024   | vs Maroc -15 ans, 19 mai 2024    |
| ML   | Mats Thielemans      | 18 septembre 2009 | 2    | 0    | Westerlo Form.    | 2024   | vs Maroc -15 ans, 19 mai 2024    |
| DF   | Mateo Haesaert       | 1er avril 2009    | 1    | 0    | Club Bruges Form. | 2024   | vs Maroc -15 ans, 19 mai 2024    |